# Квирин
Квирин (лат. Quirīnus) — один из древнейших италийских и римских богов. Древние римляне считали этого бога своим обоготворённым прародителем Ромулом, сыном Марса.
Первоначально Квирин был божеством сабинян. Был привнесён в Рим сабинскими переселенцами, заселившими Квиринальский холм. Первоначально был богом войны, подобным Марсу. В более позднее время идентифицировался с Ромулом, первым римским царём. В начальный период истории Римского государства Квирин, вместе с Юпитером и Марсом, входил в архаичную,  «прекапитолийскую» триаду триаду главных римских воинственных богов — хранителей государства, к которым взывали о победе в сражении. Каждый из них имел своего верховного жреца. Праздник бога Квирина — Квириналии — устраивался 17 февраля по римскому календарю.
Предположительно его имя происходит из сабинского языка, где оно звучало как Quiris («копьеносный»). По другой версии, оно может происходить от сабинского города Курес. Есть и версия, выдвинутая П. Кречмером, о его связи с куриями, вместе образовывавшими римское государство, богом которого и являлся Квирин. Наконец, А. Б. Кук предполагал, что Квирин изначально был божественным дубом (quercus), а «квириты» в этом случае изначально были «людьми дубового копья».
Сервий писал в комментариях к «Энеиде» (I, 292 и VI, 859), что «когда Марс безудержно гневается (saevit), его зовут Градивом; когда он спокоен (tranquillus), его зовут Квирином». Таким образом, Квирин мог считаться «мирным Марсом», поэтому его храм находился внутри Рима, тогда как храм «Марса войны» — за его пределами.
Одно из наименований римских граждан — квириты — происходит от имени бога Квирина. О культе Квирина рассказывают Тит Ливий (VIII, 9, 6) в своей «Истории от основания города» и Плутарх в «Сравнительных жизнеописаниях» (Ромул, XXIX).
В Римской империи времён Августа Квирин был одним из эпитетов Януса.